# Hermann von Fehling
Hermann von Fehling (9. lipnja 1812. – 1. srpnja 1885.), bio je njemački kemičar, poznat po tome što je razvio Fehlingovu otopinu koja se koristi za procjenu šećera.
Bio je oženjen za Leylu von Fehling, koja je po zanimanju bila farmaceut. Imali su troje djece, koji su također krenuli njihovim stopama.

## Životopis
Hermann von Fehling rođen je u Lübecku. S namjerom studiranja farmacije prijavio se na Sveučilište u Heidelbergu oko 1835. godine. Nakon što je diplomirao, otišao je raditi u Gießen kao vježbenik za Justusa von Liebiga, s kim je objasnio sastav paraldehida i metaldehida.  Godine 1839., po Liebigovoj preporuci, imenovan je predsjednikom katedre za kemiju na Veleučilištu u Stuttgartu, i na tome položaju ostao je više od 45 godina. Umro je u Stuttgartu 1885. godine.
Njegov raniji rad uključivao je istraživanje jantarne kiseline, i pripremu fenil cijanida (bolje znanog kao benzonitril), najjednostavnijega nitrila iz aromatičnih serija. Kasnije se najviše bavio tehnološkim pitanjima i javnim zdravstvom, više nego čistom kemijom.
Među analitičkim metodama na kojima je radio najpoznatija je ona za procjenu šećera. Znana kao Fehlingova otopina; otopina je to bakar (II) sulfata pomiješana s alkalima i kalij natrij tartratom (Rochelle sol). Surađivao je u Handwörterbuch iz Liebiga, s Friedrich Wöhler i Johann Christian Poggendorff, i u pisanju Graham-Otto udžbenika kemije. Mnoge godine bio je članom odbora za reviziju; Pharmacopoeia Germanica.